# Angelina (Vorname)
Angelina (it: [aŋ.d͡ʒe.ˈliː.na]) ist ein weiblicher Vorname.

## Herkunft und Bedeutung
Der Name Angelina bedeutet „die Engelhafte“. Er ist aus dem lateinischen Hauptwort angelus (Engel) und dem Adjektivsuffix -inus (weibl. -ina, sächl. -inum) zusammengesetzt. Beim Namen handelt es sich entweder um eine latinisierte Erweiterung oder eine italienische Koseform von Angela.

## Verbreitung
Bereits von 1901 bis 1933 zählte der Name Angelina [ˌæn.d͡ʒə.ˈli.nə] in den USA zu den 300 meistgewählten Mädchennamen. In diesem Zeitraum erreichte er zehnmal die Top-200. Ab den 1930er Jahren sank die Popularität des Namens, bis sie im Jahr 1961 zu ihrem Tiefpunkt kam (Rang 672). Danach nahm die Beliebtheit des Namens zu. Von der Mitte der 1970er bis Mitte der 1990er Jahre war er geläufig, wurde jedoch nur selten gewählt. Kurz vor der Jahrtausendwende begann ein Aufwärtstrend des Namens. Von 2001 bis 2010 zählte Angelina zu den 100 beliebtesten Mädchennamen des Landes. Als höchste Platzierung erreichte der Name in diesem Zeitraum Rang 43 (2005). Seitdem sinkt die Popularität des Namens. Im Jahr 2023 belegte er Rang 314 der Vornamenscharts. Ein ähnliches Bild zeigt sich auch in Kanada. In Australien zählte Angelina von 2003 bis 2012 zur Top-100 der Vornamenscharts und erreichte im Jahr 2006 Rang 35 der Hitliste. In Neuseeland erreichte der Name mit Rang 99 im Jahr 2004 seine bislang einzige Top-100-Platzierung. Angelina ist in England und Wales geläufig, wird jedoch nur selten vergeben. Die Hitliste der 300 beliebtesten Mädchennamen konnte er bislang nicht erreichen.
In Spanien war Angelina [aŋ.xe.ˈli.na] in der ersten Hälfte des 20. Jahrhunderts geläufig, verlor jedoch seit den 1940er Jahren an Popularität. Von den 1960er bis in die 1990er Jahre geriet der Name außer Mode. Seit der Jahrtausendwende kommt er wieder häufiger vor, bleibt jedoch selten. Demgegenüber zählte der Name in Chile 2010 und 2011 zu den 100 beliebtesten Mädchennamen. Auch in Puerto Rico fand er sich in den späten 2000er und frühen 2010er Jahren wiederholt in der Top-100 der Vornamenscharts.
In Brasilien zählte Angelina [ɐ̃.ʒeˈlĩ.nɐ] zu Beginn des 20. Jahrhunderts zu den 100 beliebtesten Mädchennamen. Ab der Mitte des Jahrhunderts verlor er an Popularität und geriet schließlich außer Mode. Nach der Jahrtausendwende nahm seine Beliebtheit wieder zu, jedoch wird der Name nach wie vor selten vergeben.
Der Name Angelina [ɑ̃.ʒe.li.na] war in Frankreich im beginnenden 20. Jahrhundert beliebt, erreichte jedoch nicht die Top-100 der Vornamenschart. Ab den 1910er Jahren verlor er an Beliebtheit. Obwohl er im Jahr 1942 kurzzeitig die Top-500 der Vornamenscharts verließ, geriet der Name nie völlig außer Mode. Anfang der 1990er Jahre fand Angelina sich kurzzeitig wieder unter den 200 beliebtesten Mädchennamen, nachdem er diese Hitliste zuletzt 1919 erreicht hatte. Danach sank die Beliebtheit wieder, nahm jedoch ab 1999 wieder zu, sodass der Name von 2005 bis 2008 zu den 100 beliebtesten Mädchennamen zählte. Seitdem sank seine Popularität stark. Im Jahr 2023 stand der Name auf Rang 366 der Hitliste. Die alternative Schreibweise Angélina wird seit der Jahrtausendwende gelegentlich verwendet.
In den Niederlanden war der Name geläufig, zählte jedoch nicht zu den beliebtesten Mädchennamen. Mitte der 2010er Jahre verlor er an Popularität. Seit 2022 zählt er nicht mehr zu den 500 meistgewählten Mädchennamen des Landes.
In Armenien hat sich der Name Անգելինա Angelina unter den 30 beliebtesten Mädchennamen etabliert. Im Jahr 2020 erreichte er Rang 3 der Hitliste. Zuletzt stand er in den Vornamenscharts auf Rang 8 (2022).
Der Name Ангелина Angelina [ɐn.ɡʲɪ.ˈlʲi.nə] hat sich in Moskau unter den 50 beliebtesten Mädchennamen etabliert.
In Österreich gewann Angelina insbesondere seit der Jahrtausendwende an Popularität, war jedoch bereits zuvor verbreitet. Zwischen 2001 und 2015 zählte er zu den 100 beliebtesten Mädchennamen. Mit Rang 25 erreichte er seine höchste Platzierung im Jahr 2006. Seitdem sank die Popularität stark. Im Jahr 2022 belegte der Name Rang 314 der Vornamenscharts. Ein ähnliches Bild zeigt sich in der Schweiz, wo der Name von 2004 bis 2012 sowie im Jahr 2015 in der Top-100 der Vornamenscharts vertreten war. In Deutschland kam der Name in den 1980er Jahren in Mode. Ende der 1980er und Anfang der 1990er Jahre erlebte die Popularität einen ersten Höhepunkt. Der Name stieg in die Top-100 der Vornamenscharts auf. Jedoch fiel seine Beliebtheit daraufhin stark ab, sodass er im Jahr 1997 nur noch auf Rang 200 der Hitliste stand. Erneut gewann er an Popularität. Von 2001 bis 2012 fand er sich unter den 100 beliebtesten Mädchennamen und erreichte seine höchste Platzierung im Jahr 2006 (Rang 26). In den 2010er Jahren geriet der Name schließlich außer Mode. In den 2020er Jahren gewann er wieder an Popularität, sodass er im Jahr 2023 in den Vornamenscharts Rang 270 erreichte.

## Varianten
- Armenisch: Անգելինա Angelina
- Belarusisch: Ангеліна Anhelina
- Bulgarisch: Ангелина Angelina
- Französisch: Angélina, Angeline
  - Diminutiv: Lina
- Griechisch: Αγγελίνα Angelína
- Isländisch: Angelína
- Niederländisch: Angelien
- Russisch: Ангелина Angelina, Анжелина Anželina
- Serbisch: Анђелина Anđelina
- Spanisch: Angelita
  - Diminutiv: Lina
- Ukrainisch: Ангеліна Anhelina

Im Italienischen, Spanischen und Portugiesischen findet sich außerdem die männliche Variante Angelino mit der Kurzform Lino.
Für weitere Varianten: Siehe Angela#Varianten

## Namenstage
Die Katholische Kirche bedenkt folgende Tage:
- 14. Juli: nach Angelina von Marsciano
  - nicht gebotener Gedenktag bei den Franziskaner-Tertiaren: 13. Juli
- 10. Dezember: nach Angelina von Serbien[22]

Die Orthodoxe Kirche bedenkt folgende Tage:
- 1. Juli: nach Angelina von Serbien
- 10. Dezember: nach Angelina von Serbien
  - Übertragung der Gebeine: 30. Juli

## Bekannte Namensträgerinnen
- Angelina von Serbien († 1520), Heilige der serbisch-orthodoxen Kirche
- Angelina von Marsciano († 1435), Italienische Ordensschwester, katholische Selige
- Angelina (* 1983), italienische Volksmusiksängerin (Südtirol)
- Angelina Acuña (1905–2006), guatemaltekische Dichterin
- Angelina Armani (* 1987), amerikanische Pornodarstellerin und ein Fotomodell
- Angelina Jordan Astar (* 2006), englischsprachige norwegische Sängerin.
- Angelina Beloff (1879–1969), russische Malerin und Bildhauerin
- Angelina Borić (1907–1991), jugoslawische Psychologin und Sonderpädagogin
- Angelina Alonso Costantino (* 2000), brasilianische Fußballspielerin
- Angelina Helen Catherine Cordovano (1936–1988), war eine US-amerikanische Popsängerin, auch bekannt unter ihrem Künstlernamen Cathy Carr.
- Angelina Eberly (1798–1860), eine Gastwirtin und Heldin im Texas Archive War im Jahre 1842
- Angelina Fares (* 1989), israelisches Fotomodell
- Angelina Alexandrowna Gabujewa (* 1988), russische Tennisspielerin
- Angelina Geisler (* 1986), deutsche Schauspielerin und Synchronsprecherin
- Angelina Girardetti (* 1947), Schweizer Künstlerin in den Bereichen Bühnenbild, Film, Installation, Malerei, Zeichnung
- Angelina Romanowna Golikowa (* 1991), russische Eisschnellläuferin
- Angelina Emily Grimké (1805–1879), US-amerikanische politische Aktivistin und Frauenrechtlerin
- Angelina Weld Grimké (1880–1958), afroamerikanische Journalistin, Lehrerin, Dramatikerin und Dichterin
- Angelina Grün (* 1979), deutsche Volleyballspielerin
- Angelina Häntsch (* 1984), deutsche Schauspielerin
- Angelina Jensen (* 1973), dänische Curlerin
- Angelina Machado de Jesus (* 1967), osttimoresische Politikerin
- Angelina Jolie (* 1975), US-amerikanisch-kambodschanische Schauspielerin, Filmregisseurin, Filmproduzentin und Drehbuchautorin
- Angelina Jordan (* 2006), norwegische Sängerin
- Angelina Nikolajewna Juschkowa (* 1979), russische Rhythmische Sportgymnastin
- Angelina Kanana (* 1965), kenianische Marathonläuferin
- Angelina Kirsch (* 1988), deutsches Curvy-Model
- Angelina Köhler (* 2000), deutsche Schwimmerin
- Angelina Krauße (* 1994), deutsche Springreiterin
- Angelina Love (* 1981), kanadische Wrestlerin
- Angelina Lübcke (* 1991), deutsche Fußballspielerin
- Angelina Luger (1858–1910), deutsche Opernsängerin (Mezzosopran, Alt)
- Angelina Maccarone (* 1965), deutsche Filmregisseurin und Drehbuchautorin
- Angelina Mango (* 2001), italienische Popsängerin
- Angelina Markiefka, deutsche Schauspielerin, Sängerin, Synchronsprecherin und Musicaldarstellerin
- Angelina Romanowna Melnikowa (* 2000), russische Kunstturnerin
- Angelina Merlin (1887–1979), italienische Lehrerin und sozialistische Politikerin, die für das sogenannte „Merlin-Gesetz“ (1958) bekannt war, das die staatlich regulierte Prostitution in Italien abschaffte.
- Angelina Monti (* 1941), italienische Schlager- und Jazzsängerin
- Angelina Napolitano (1882–1932), kanadische Einwanderin, die erstmals das Battered Woman Syndrome zur Verteidigung vor Gericht nutzte
- Angelina Otto (* 2000), deutsche Inline-Speedskaterin
- Angelina Pannek (* 1992), deutsches It-Girl, Reality-Show-Teilnehmerin und Influencerin
- Angelina Pier (* 1992), deutsche Taekwondo-Sportlerin
- Angelina Pollak-Eltz (1932–2016), österreichisch-venezolanische Anthropologin
- Angelina Probst (* 1986), deutsche Malerin und Designerin
- Angelina Sergejewna Schuk-Krasnowa (* 1991), russische Stabhochspringerin
- Angelina Wladimirowna Schurawljowa (* 1996), russische Tennisspielerin
- Angelina Schuryga (* 1996), kasachische Skilangläuferin
- Angelina Alexejewna Simakowa (* 2002), russische Kunstturnerin
- Angelina Sörgel (* 1948), deutsche Wirtschaftswissenschaftlerin
- Angelina Spicer (* 1981), US-amerikanische Schauspielerin und Stand-up-Comedian
- Angelina Sergejewna Stretschina (* 1996), russische Schauspielerin
- Angelina Teny, Politikerin im Südsudan
- Angelina Topić (* 2005), serbische Hochspringerin
- Angelina Valentine (* 1986), US-amerikanische Pornodarstellerin venezolanischer und italienischer Abstammung
- Angelina Vogt (* 1994), deutsche Weinkönigin 2019/2020
- Angelina Mikhaylovna Vovk (* 1942), russische Moderatorin zu Zeiten des Russischen Zentral Fernsehen im Jahre 1980 der Sowjetunion.
- Angelina Wirges (* 2002), deutsche Tennisspielerin

Zwischenname
- Maria Angelina Enoque (* 1953), mosambikanische Politikerin (RENAMO), Abgeordnete und stellvertretende Präsidentin der Assembleia da República
- Helena Angelina Dukaina († 1271), Königin von Sizilien
- Stefani Joanne Angelina Germanotta (* 1986), US-amerikanische Sängerin und Schauspielerin, bekannt als Lady Gaga.
- Fanny Angelina Hesse (1850–1934), Erfinderin der Nutzung von Agar-Agar als Bakterienkulturmedium
- Thamar Angelina Komnene († 1311), Fürstin von Tarent
- Maria Angelina Dukaina Palaiologina († 1394), Basilissa des Despotat Epirus
- Tiana Angelina Moser (* 1979), Schweizer Politikerin
- Maria Angelina Lopes Sarmento (* 1978), osttimoresische Politikerin
- Anna Angelina Wolfers (* 1978), deutsche Schauspielerin und Fotomodel

Künstlername
- Angelina (Sängerin) (* 1983), deutschsprachige italienische Sängerin
- Angie Dickinson (* 1931, als Angelina Brown), US-amerikanische Schauspielerin.

Fiktive Namensträgerinnen
- Angelina Johnson, eine Quidditch-Spielerin aus der Fantasy-Romanreihe „Harry Potter“ von Joanne K. Rowling
- Angelina Ballerina, eine britische Zeichentrickserie (2001–2003), erschaffen von Katharine Holabird und der Illustratorin Helen Craig
- Angelina Durless (アンジェリーナ・ダレス, Anjierīna Daresu) oder Madam Red (マダム・レッド, Madamu Reddo) ist eine Manga-Figur aus der Fantasy-Mangareihe „Black Butler“ von Yana Toboso
- Angelina Veneziano, aus der US-amerikanische Seifenoper Schatten der Leidenschaft (Originaltitel: The Young and the Restless), gespielt von Diana DeGarmo